# Аткинс, Анна
Анна Аткинс, урожд. Анна Чилдрен (англ. Anna Atkins; 16 марта 1799, Тонбридж, Кент — 9 июня 1871, Халстед, Кент, Великобритания) — английская учёная, ботаник и иллюстратор, одна из первых женщин-фотографов. А. Аткинс первой выпустила книгу, иллюстрированную исключительно фотографиями.

## Жизнь и творчество
Анна Аткинс была единственным ребёнком учёного, члена Королевского научного общества Джона Джорджа Чилдрена, занимавшегося преимущественно химией, минералогией и зоологией, и именем которого назван минерал чилдренит и вид питонов Antaresia childreni. Мать девочки умерла при её рождении. Увлечение научной деятельностью передалось Анне от отца. Она также охотно изучала рисование и различные художественные техники (например, литографию). В 1823 году она создала 200 иллюстраций для сделанного её отцом перевода одного из трудов Ламарка. В 1825 году А. Чилдрен выходит замуж за крупного землевладельца Джона П. Аткинса. Детей в этом браке у неё не было.
Анна и её отец были дружны с физиком сэром Джоном Гершелем, открывшим в 1839 году фототехнику цианотипии. В течение одного года Анна в совершенстве овладела этим новым методом и могла использовать его для создания изображений различных научных явлений и объектов. Основываясь на работе У. Г. Гарвея Manual of British Algae (1841), она выпускает свой альбом фотографий Британские водоросли: цианотипные оттиски (British Algae: Cyanotype Impressions), в котором впервые были иллюстрациями даны изображения, сделанные на основе фотографической технологии. Всего изготовлено было 12 экземпляров этой книги-альбома, один из которых ныне хранится в Национальном музее СМИ в Брадфорде. Этому первому выпуску в период с 1843 по 1853 следовали в продолжение ещё 12 других. За это время А.Аткинс создала 389 озаглавленных цианотипных фотограмм с дополнительными листами научных пояснений к ним. В 1854 году выходит в свет ещё одна книга по ботанике А.Аткинс, иллюстрированная её фотоработами — Cyanotypes of British and Foreign Flowering Plants and Ferns.
Работы А.Аткинс, как и цианотипический метод Гершеля, после кратковременного интереса в середине XIX века были забыты и вновь открыты уже в XX столетии, когда нашли новое применение (в частности, в строительном черчении).

## Сочинения
- 1843/44: British Algae: Cyanotype Impressions
- 1852: The Perils of Fashion
- 1843—1853: British Algae in parts
- 1853: Memoir Of J G Children
- 1854: Cyanotypes of British and Foreign Flowering Plants and Ferns
- 1859: Murder Will Out
- 1863: A Page from the Peerage

## Галерея

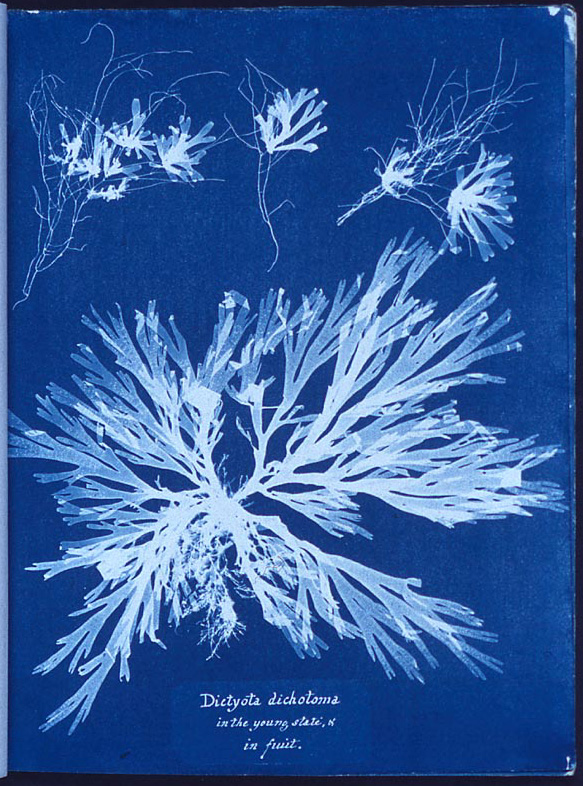
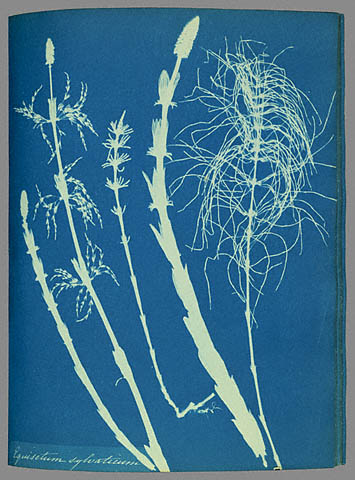
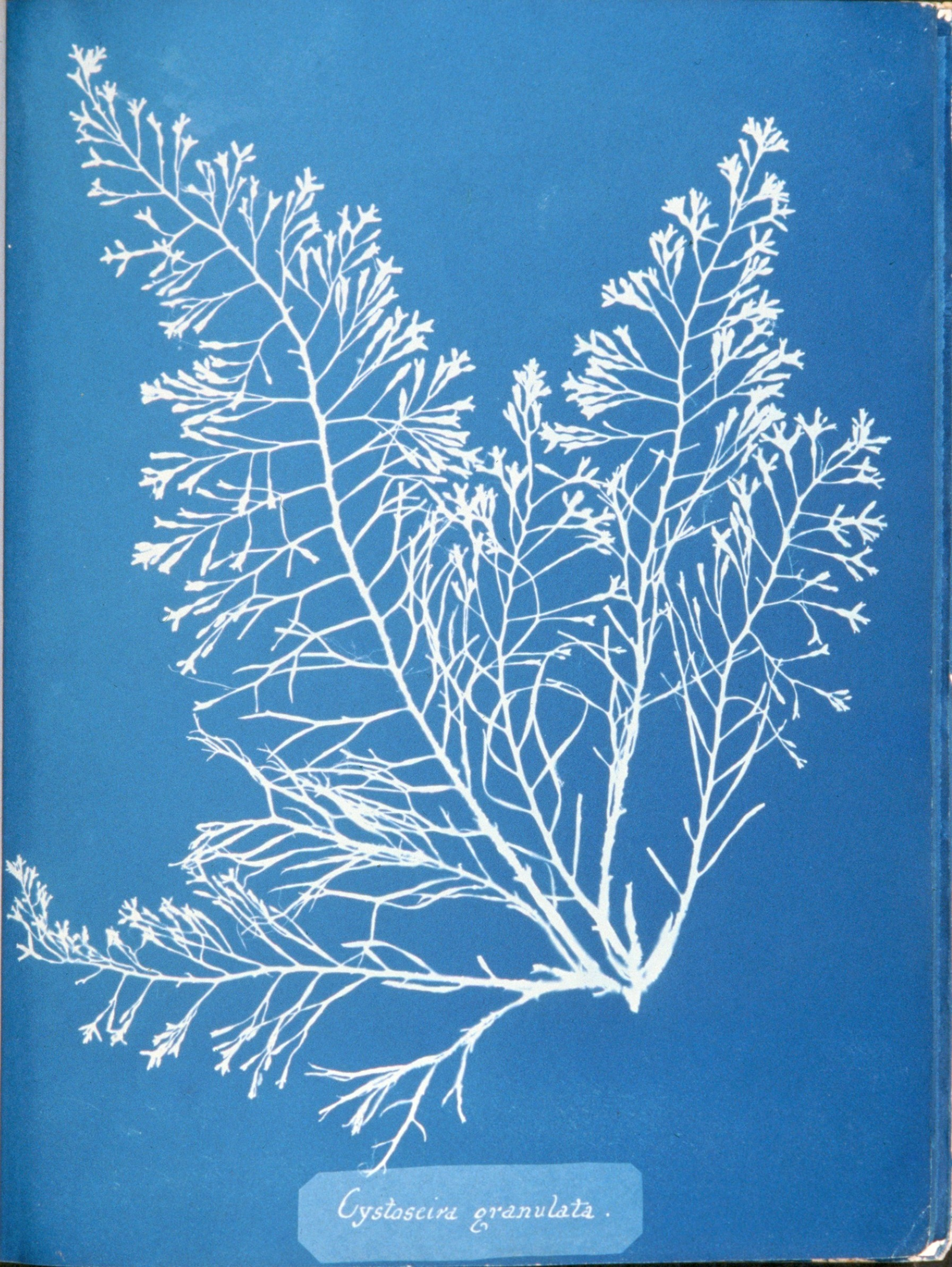
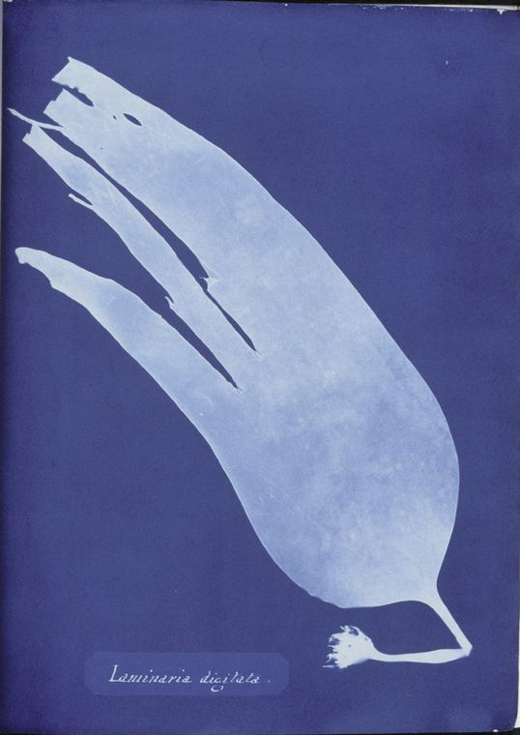
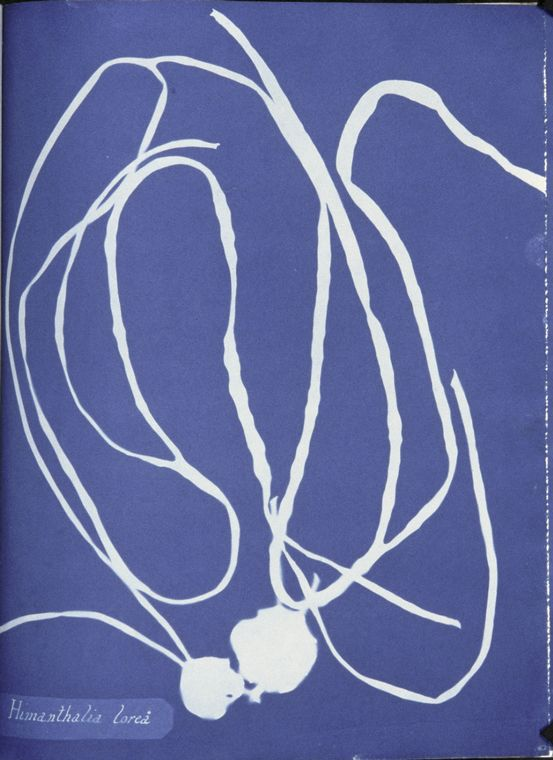
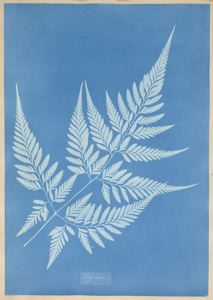